# Landrú (dibujante)
Juan Carlos Colombres (Buenos Aires, 19 de enero de 1923-Buenos Aires, 6 de julio de 2017), popularmente conocido por su seudónimo Landrú, fue un humorista gráfico argentino. 

## Biografía
Nació dentro del seno de una familia tradicional procedente de Tucumán, bisnieto de Ezequiel Colombres y tataranieto del Caudillo federal tucumano Celedonio Gutiérrez Zelarayán. También era descendiente (sexto nieto) del hidalgo Ygnacio de Çelayarán y Ugarte. Su humor se caracterizaba por el uso de la ironía sociopolítica en la cual incluía la caricatura tanto gráfica como textual.  
Colombres fue integrante de la misma generación constituida por otros grandes humoristas argentinos: el mendocino Quino, el cordobés Lorenzo Amengual, Guillermo Mordillo, Miguel Brascó, Copi, Lang, Oscar Conti (Oski), así como el dibujante uruguayo radicado en Buenos Aires Hermenegildo Sábat.
Sus primeros dibujos los firmó como JC Colombres; siguió firmando como JC, y posteriormente eligió el seudónimo Landrú porque el humorista Faruk lo asemejó físicamente con el célebre asesino serial de mujeres francés Henri Désiré Landru. Este apodo fue adoptado, según contó a una revista, porque además nació el día en que guillotinaron en Francia al asesino Landrú.
Estudió dos años de arquitectura. Mientras comenzaba a publicar sus primeras viñetas, trabajó en la Aeronáutica y luego en Tribunales, en un Juzgado de Instrucción en lo Criminal.

## Obra
La obra de Juan Carlos Colombres, Landrú, se caracterizó por una elaborada burla a ciertos modos masificados de "pensar" característicos de la sociedad argentina del siglo XX y de los primeros años del siglo XXI; su burla era básicamente una ironía a la vez sutil y descarnada en la cual criticaba a todos los niveles sociales. Para ello creó una serie de personajes paradigmáticos: Tía Vicenta, el señor Porcel, el señor Cateura (un sujeto procedente de un nivel humilde que pretende a toda costa el ascenso económico y quiere aparentar un elevado nivel cultural; para "educar" a su pequeño hijo le propina feroces tratos y mezcla insultos correspondientes a diferentes sociolectos), Rogelio, el hombre que razonaba demasiado (un paranoico que representa los temores de la burguesía), María Belén y Alejandra (dos jóvenes de alto poder adquisitivo y frívolas). Este humor escrito se ve enriquecido por la erudición que caracterizaba a Colombres, lo que le permitía utilizar diversos niveles de escritura o recurrir a los arcaísmos; a esto se sumaba un profundo y exhaustivo conocimiento de la realidad política nacional e internacional.
Ejemplo de los textos humorísticos de Colombres:

Rogelio pensó: ¡un momento! ese sujeto me ha dicho que vivía en la localidad de Pavón, pero notemos que Pavón es también el nombre de una avenida en Avellaneda y en Avellaneda existe un equipo de fútbol...¡sí, ese equipo de fútbol se llama Club Atlético Independiente!, y a los de ese equipo les llaman los diablos rojos...¡claro!...¡rojo!, eso quiere decir que ese sujeto es un inmundo comunista, ya mismo lo denunciaré...

No tire a sus maridos viejos, señora. Si usted observa que su marido está algo deteriorado, no lo arroje al cajón de la basura. Siga estos sanos consejos y aprovechará al máximo su marido:
1. Saque lustre a su marido pasándole por la cabeza, especialmente por la frente, un trapo empapado en Petróleo Gal o, en su defecto, en alcoholato abrótano macho.
2. Una vez que la cabeza adquiera un llamativo brillo, coloque a su marido en un rinconcito del living, en reemplazo del viejo paragüero o del antiguo perchero.
3. Cuelgue un moño o pompón de atractivo color en el cuello de su marido, que haga “pendant” con el color de la alfombra o cortinas.
4. Su marido viejo prestará entonces utilidad en su casa, pudiendo colgar de sus brazos los paraguas y bastones, y colocar en sus cabezas los sombreros, ranchos y panamá.

En caso de que su marido esté muy gastado, no desespere. Recuerde que todos los maridos son reversibles. Llévelo a un sastre para que se lo dé vuelta y una vez realizada la operación, su marido quedará hecho un amor, un amor, un amor.

Landrú se basaba en dibujos aparentemente sencillos en los cuales muy sabiamente se daban las deformaciones necesarias que caracterizaban a logradas caricaturas. Landrú recurrió muchas veces a genuinas metáforas visuales, de modo que así como representaba a J. D. Perón con una pera, luego de ser derrocado el presidente legal Arturo Umberto Illia llegó a representar inconfundiblemente a Juan Carlos Onganía con una morsa ("La Morsa" era el sobrenombre que a éste se le daba). Por tal caricatura su revista Tía Vicenta fue censurada por Onganía y cerrada en 1966.
Uno de los rasgos más típicos en las caricaturas gráficas de Landrú es la presencia de un gato dibujado con una amplia sonrisa y los ojos abiertos con mirada socarrona; dicho gato está siempre cerca de la firma, como si el felino representara al humorista siendo testigo de un mundo absurdo al cual se observa y soporta a través del humor.

## Recorrido profesional
Su recorrido profesional comenzó en 1945, cuando se publicó su primer dibujo en la revista Don Fulgencio, dirigida por Lino Palacio. Un año después, en 1946, comenzó a hacer humor político en la revista Cascabel. En la publicación se mofaba de Juan Domingo Perón (entre las muchas caricaturas con que lo representaba estaba la de una gran pera). En 1957 crea y funda la revista Tía Vicenta, con una tirada de 50 mil ejemplares, y rápidamente obtiene un gran éxito. Se trataba de una publicación semanal en la que además de Landrú publicaban sus textos y viñetas humoristas como Quino, Garaycochea, Basurto, Faruk y César Bruto, entre otros. Tía Vicenta fue censurada y clausurada en 1966 por el gobierno de facto de Juan Carlos Onganía, ya que Landrú lo había caricaturizado como una morsa, siguiendo el apodo que en varios sectores se le daba al presidente. En 1966 Tía Vicenta salía como suplemento semanal del diario El Mundo, que de 200 000 ejemplares aumentaba a 300 000 ese día. Para combatir la censura, Landrú decidió editar Tía Vicenta pero con otro nombre. Así, en 1966 sale María Belén, también como suplemento del diario El Mundo, y en 1968 aparece la revista Tío Landrú.
A inicios de los años 1970 Colombres llegó a poseer una sección en la revista Gente donde se burlaba de la sociedad, en especial del «medio pelo» o los nuevos ricos, o aquellos que pretendían aparentar un buen nivel cultural. 
En 1971 Landrú colabora en la revista dominical del diario La Nación con la sección “Los grandes reportajes de Landrú”. Y en 1972 comienza una larga etapa de colaboración, hasta 2008, en el diario de mayor tirada en Argentina, Clarín. 
En 1973 tuvo una fugaz presencia en la revista Satiricón. 
En 2014 publicó el libro ¡El que no se ríe es un maleducado!, que en gran parte es compendio de sus principales obras. A fines de este mismo año inicia las actividades Fundación Landrú, una organización sin fines lucrativos creada por sus familiares con el objeto de rescatar la obra del dibujante y difundirla en la actualidad.

## Premios y reconocimientos
La Asociación Argentina de Dibujantes le otorgó la Medalla de Oro en 1948, 1954 y 1971. Lo distinguen en Estados Unidos el premio Moors-Cabot en 1971. En 1982 recibió un Diploma al Mérito de los Premios Konex por su larga trayectoria como humorista gráfico. Además fue nombrado miembro de número por la Academia Nacional de Periodismo (1992). 
Fue reconocido Ciudadano Ilustre de la Ciudad de Buenos Aires en 2003.
Una estatúa del personaje de Tía Vicenta se inauguró en 2015 en el Paseo de la Historieta.